# Картушине (селище)
Картушине (до 2016 — Пролетарський) — селище в Україні, у Ровеньківській міській громаді Ровеньківського району Луганської області. Населення становить 1485 осіб (за станом на 2001 рік). Орган місцевого самоврядування — Пролетарська селищна рада.

## Географія
Сусідні населені пункти: села Залізничне, Лобівські Копальні, Рафайлівка на заході, смт Ясенівський, села Зелений Курган та Зеленодільське на північному заході, села Картушине, Ребрикове на півночі, Мечетка на північному сході, Вербівка та селище Новоукраїнка на сході, село Лози, місто Ровеньки на південному сході, смт Михайлівка, селище Кошари на півдні, села Іллінка, Леськине на південному заході.

## Економіка
Видобуток кам'яного вугілля (ДВАТ Шахта ім. М. В. Фрунзе — ДП «Ровенькиантрацит»).

## Соціально-культурні об'єкти
В селищі з 1919 р діє загальноосвітня середня школа, є будинок культури, бібліотека, лікарня. У центрі селища — братська могила воїнів-визволителів селища. Побудований і діє Борисо-Глібський храм.
В Пролетарській загальноосвітній школі діє історичний музей «Із минулого в майбутнє», який зберігає історію не лише школи, а й селища Пролетарський.

## Вихідці
- Борисенко Володимир Семенович — український артист, відомий за виступами в Київському театрі оперети. Заслужений артист УРСР.